# Daphne Zuniga

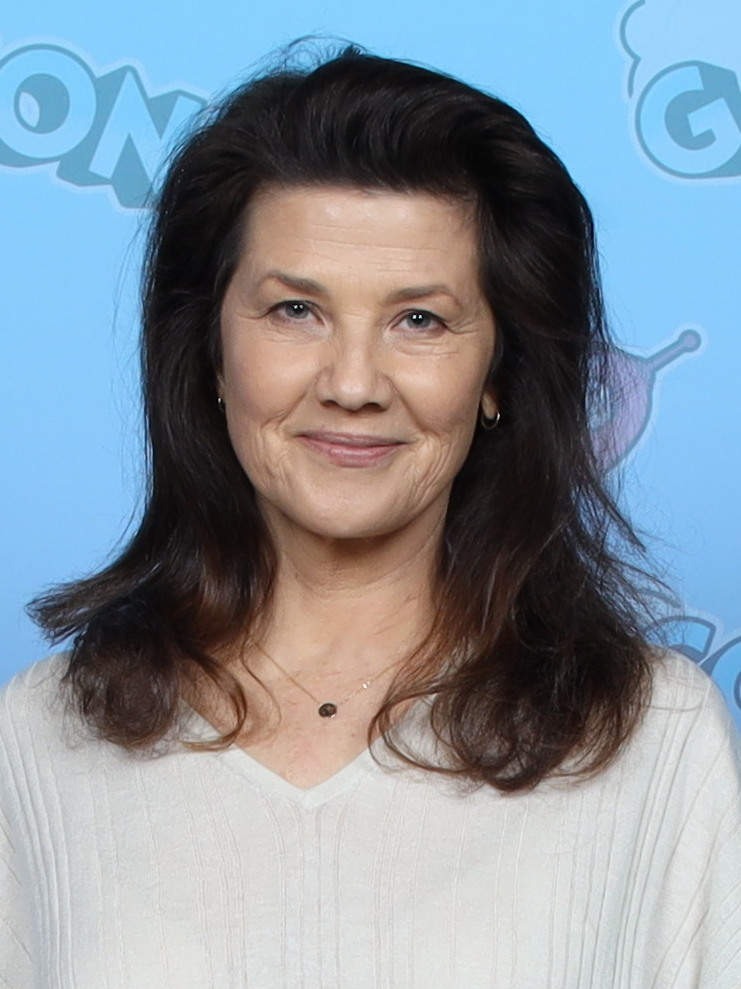
Daphne Zuniga (2024)

Daphne Zuniga (* 28. Oktober 1962 in Berkeley in Kalifornien; gebürtig Daphne Eurydice Zúñiga) ist eine US-amerikanische Schauspielerin.

## Leben und Leistungen
Zunigas Vater, ein Philosophieprofessor, immigrierte aus Guatemala in die USA. Zuniga absolvierte 1980 die Woodstock Union High School. Sie spielte in Filmen wie Der Volltreffer (1985) (mit John Cusack und Tim Robbins), Mel Brooks’ Spaceballs (1987) (mit Mel Brooks, Rick Moranis und Bill Pullman), Last Rites (1988) (mit Tom Berenger) und Die Fliege 2 (1989) (mit Eric Stoltz).
Bekannt ist sie auch aus der Fernsehserie Melrose Place. Außerdem hatte sie 2007 einen Gastauftritt in der Serie Nip/Tuck – Schönheit hat ihren Preis. Ab der fünften Staffel der Dramaserie One Tree Hill spielte sie die Rolle der Victoria Davis, die Mutter der Hauptfigur Brooke (Sophia Bush). 

## Filmografie (Auswahl)
- 1983: Blutweihe (The Initiation)
- 1983: Die Football-Prinzessin (Quarterback Princess)
- 1985: Crazy for You (Vision Quest)
- 1985: Der Volltreffer (The Sure Thing)
- 1986: Hummeln im Hintern (Modern Girls)
- 1987: Mel Brooks’ Spaceballs (Spaceballs)
- 1988: Last Rites
- 1989: Die Fliege 2 (The Fly II)
- 1989: Liebe, Stress und Fieberkurven (Gross Anatomy)
- 1992: Die Serienmörderin (Prey of the Chameleon)
- 1992–1996: Melrose Place (Fernsehserie, 111 Folgen)
- 1997: Stardust – Entscheidung in Hollywood (Stand-ins)
- 1997–1998: Chaos City (Spin City, Fernsehserie, zwei Folgen)
- 1999: Outer Limits – Die unbekannte Dimension (The Outer Limits, Fernsehserie, Episode 5x18)
- 2000: Artificial Lies – Im Netz der Lügen (Artificial Lies)
- 2000: Enemies of Laughter
- 2003: Law & Order: Special Victims Unit (Fernsehserie, eine Folge)
- 2004–2005: American Dreams (Fernsehserie, 14 Folgen)
- 2005–2006: Beautiful People (Fernsehserie, 16 Folgen)
- 2006: A-List
- 2007: Nip/Tuck – Schönheit hat ihren Preis (Nip/Tuck, Fernsehserie, eine Folge)
- 2008–2012: One Tree Hill (Fernsehserie, 40 Folgen)
- 2009–2010: Melrose Place (Fernsehserie, zwei Folgen)
- 2010: Familie wider Willen (A Family Thanksgiving, Fernsehfilm)
- 2010: Der Weihnachtsstreik (On Strike for Christmas, Fernsehfilm)
- 2012: Changing Hearts
- 2013: Gone Missing: Spring Break Lost – Für immer verschollen? (Gone Missing, Fernsehfilm)
- 2013: Signed, Sealed, Delivered (Fernsehserie, eine Folge)
- 2014: Monkey in the Middle
- 2015: Hindsight (Fernsehserie, Folge 1x07)
- 2015: Summer Forever
- 2015: Beyond Paradise
- 2016: Who’s Driving Doug
- 2016: Search Engines
- 2016: Those Left Behind
- 2016: Abducted Love (Fernsehfilm)
- 2017: Heartbeats
- 2017: The Wrong Babysitter (Fernsehfilm)
- 2018: Witness Unprotected (Fernsehfilm)
- 2018: Abigail Falls
- 2018: A Christmas Arrangement (Fernsehfilm)
- 2019: Meine Weihnachtsliebe aus Paris (Christmas in Paris, Fernsehfilm)
- 2019: Navy CIS (Fernsehserie, Folge 17x15)
- 2021: Fantasy Island (Fernsehserie, eine Folge)
- 2022: Der Denver-Clan (Dynasty, Fernsehserie, zwei Folgen)
- 2023: The Masked Singer (Fernsehsendung, Gastauftritt Folge 9x9)